# جاناتان نوسیتر
جاناتان نوسیتر (انگلیسی: Jonathan Nossiter؛ زادهٔ ۱۹۶۱ میلادی) تهیه‌کننده فیلم اهل ایالات متحده آمریکا است.
از فیلم‌ها یا مجموعه‌های تلویزیونی که وی در آن‌ها نقش داشته‌است می‌توان به کمدی سکسی ریو و یکشنبه اشاره نمود.